# Élection présidentielle albanaise de 2022
L’élection présidentielle albanaise de 2022 a lieu au scrutin indirect les 16, 23 et 30 mai et le 4 juin 2022  afin d'élire le président de la république d'Albanie.
En raison d'une procédure de destitution enclenchée à l'encontre du président sortant Ilir Meta, une tenue du scrutin anticipée de quelques mois est longtemps envisagée en cas de confirmation du vote de l'assemblée par la Cour constitutionnelle albanaise. Cette dernière se prononce cependant contre la décision de l'assemblée, permettant à Ilir Meta de mener son mandat à son terme.
Les trois premiers tours échouent faute de candidats, les deux principaux partis, le Parti socialiste d'Albanie (PSSh) et le Parti démocrate d'Albanie (PDSh) n'arrivant pas à s'accorder sur une candidature de consensus lors de ces tours où une majorité qualifiée de trois-cinquièmes des parlementaires est requise.
Le PSSh finit par proposer la candidature du chef des Forces armées albanaises Bajram Begaj au quatrième tour de scrutin, où la majorité requise est abaissée à la majorité absolue des parlementaires. En l'absence d'opposants, Bajram Begaj est élu à la présidence de la république le 4 juin 2022.

## Contexte

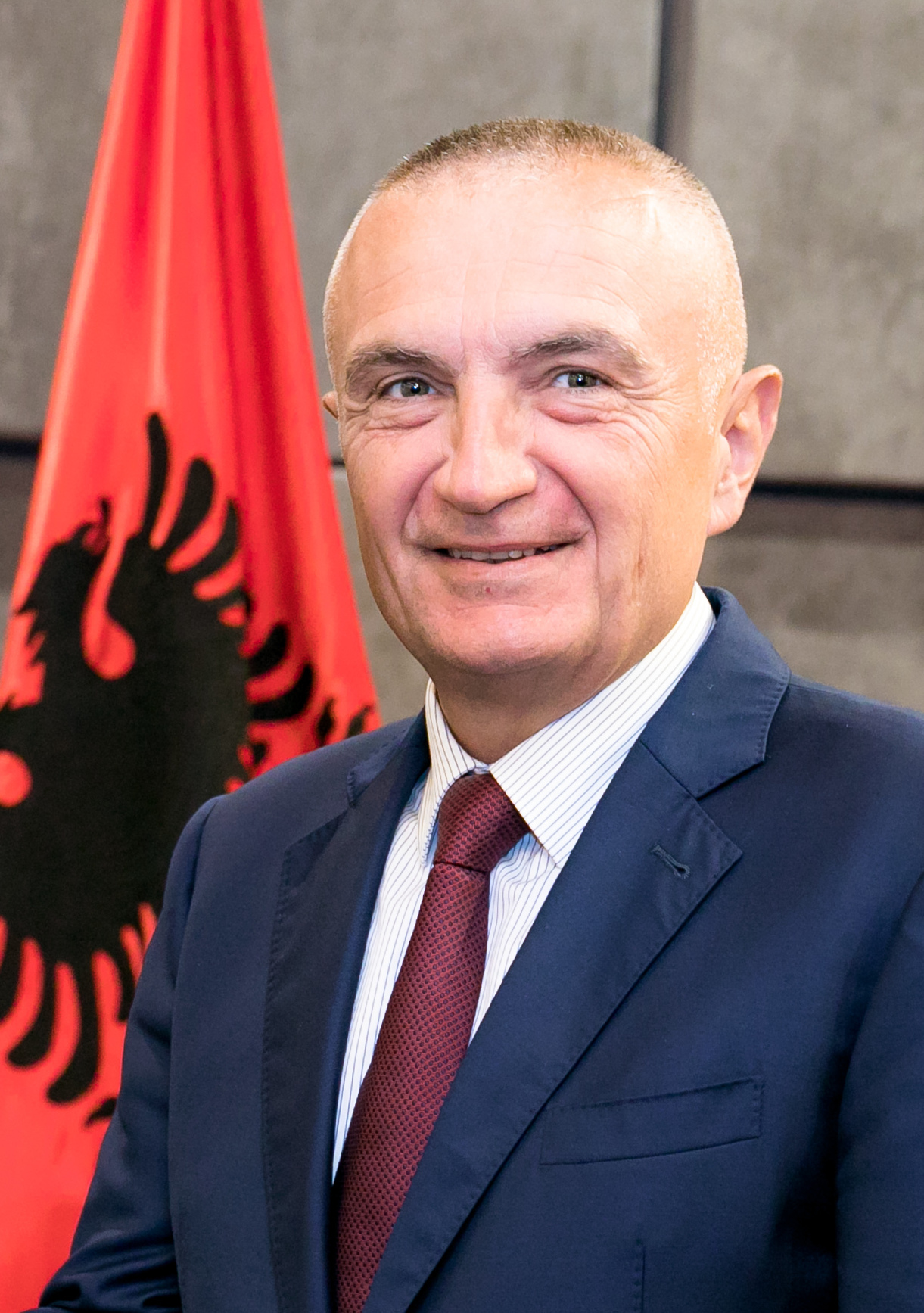
Ilir Meta.

Le président de la République possède un rôle essentiellement honorifique dans le cadre d'un régime parlementaire. Outre les fonctions régaliennes, il possède des attributions dans le système judiciaire, ainsi que le titre de chef des armées.
La précédente élection présidentielle organisée en avril 2017 se déroule dans le contexte d'une longue crise politique, le pays étant profondément divisé entre partisans du Parti démocrate (PDSh),  du Parti socialiste (PSSh) et du Mouvement socialiste pour l'intégration (LSI). 
Sans majorité claire, le parlement se révèle incapable d'élire un président à la majorité des trois-cinquièmes de ses membres. Les deux camps ne prennent même pas la peine de présenter de candidat au cours des trois premiers tours durant lequel cette majorité s'applique. Ce n'est finalement qu'au quatrième tour, lorsque cette majorité est abaissée à la majorité absolue des membres, qu'un candidat est élu, en la personne du président de l'Assemblée et ancien Premier ministre Ilir Meta. Membre du Mouvement socialiste pour l'intégration, il est élu en l'absence d'opposant.

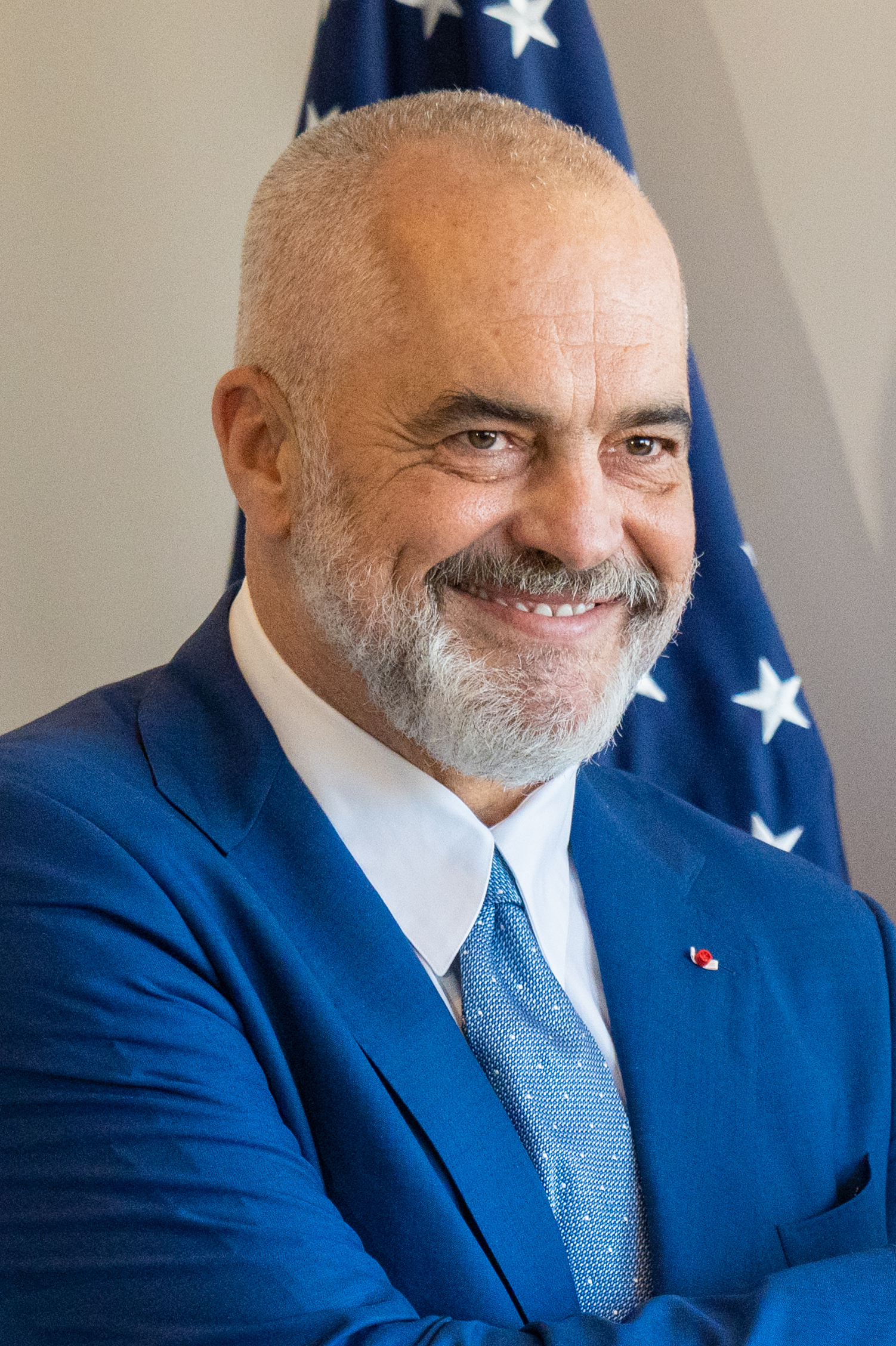
Edi Rama.

Les élections législatives organisées deux mois plus tard voient la victoire du Parti socialiste, qui remporte la majorité absolue des sièges et porte son dirigeant Edi Rama au poste de Premier ministre. Ce dernier mène à nouveau le PSSh à la victoire aux élections législatives d'avril 2021, permettant à Edi Rama de se maintenir pour un troisième mandat, une première dans le pays depuis le rétablissement du multipartisme en 1991.
Le président Ilir Meta se retrouve depuis dans une situation de cohabitation qui le voit s'opposer à de nombreuses reprises au gouvernement d'Edi Rama, bloquant la nomination de certains ministres et opposant son veto à plusieurs lois.
Le 9 juin 2021, l'Assemblée d'Albanie vote à une large majorité de 104 voix sur 121 députés présents la destitution du président Ilir Meta, pour n'avoir pas respecté la Constitution de l'Albanie en participant à la campagne des législatives de 2021, en violation de son devoir de neutralité. Meta reste toutefois en place jusqu'à ce que la Cour constitutionnelle se prononce sur la légalité de cette destitution. La réunion des membres de la cour est prévue pour le 18 janvier, avant d'être repoussée au 1er février 2022 en raison de la pandémie de Covid-19 qui touche l'un de ses membres,,. La Cour constitutionnelle annonce le 17 février l'abrogation de la décision de l'assemblée sur la destitution du président, jugeant que les faits présentés « ne constituent pas une violation de la constitution »

## Système électoral
Le président de la république d'Albanie est élu pour un mandat de cinq ans au suffrage indirect et secret par un collège électoral composé des 140 membres de l'Assemblée d'Albanie. Le mandat n'est renouvelable qu'une seule fois, de manière consécutive ou non.
Lors des trois premiers tours, est élu le candidat réunissant la majorité qualifiée des trois-cinquièmes du total des membres du collège électoral, soit 84 voix. À partir du quatrième tour de scrutin, cette condition est abaissée à la majorité absolue du total des membres, soit 71 voix. Si toujours aucun candidat ne l'emporte, un cinquième tour est organisé entre les deux candidats ayant obtenus le plus de voix au quatrième tour. Comme la majorité exigée est toujours celle du total des membres, et non des suffrages exprimés, il est cependant possible qu'aucun candidat ne parvienne à être élu. Chaque tour de scrutin intervient par ailleurs dans un délai de sept jours suivant le tour précédent.
Si aucun candidat ne l'emporte à l'issue du cinquième tour, l'assemblée est dissoute et des élections législatives anticipées convoquées dans les quarante cinq jours. Le scrutin présidentiel reprend alors sous la nouvelle législature, et ce directement à la majorité absolue du total de ses membres.
Tout candidat à la présidence de la République doit répondre aux exigences prescrites par les articles 86 et 87 de la Constitution : détenir la nationalité albanaise de naissance, avoir au moins quarante ans révolus le jour de l'élection, avoir résidé en Albanie pendant les 10 années précédents la candidature, et recueillir les parrainages d'au moins vingt députés. Chaque député ne peut proposer la candidature que d'un seul candidat. L'assemblée comportant 140 députés, un maximum de sept candidats peuvent ainsi être en lice. Lors du cinquième tour, cependant, de nouvelles candidatures peuvent être soumises, auquel cas ne restent en lice que les deux candidats ayant reçus le plus de parrainages.
L'élection est organisée dans les soixante jours précédant la fin du mandat du président sortant ou, en cas de fin anticipée du mandat, dans les dix jours suivant celle ci. Un président ayant démissionné avant la fin de son mandat ne peut se présenter à l'élection présidentielle qui suit sa démission.

## Déroulement

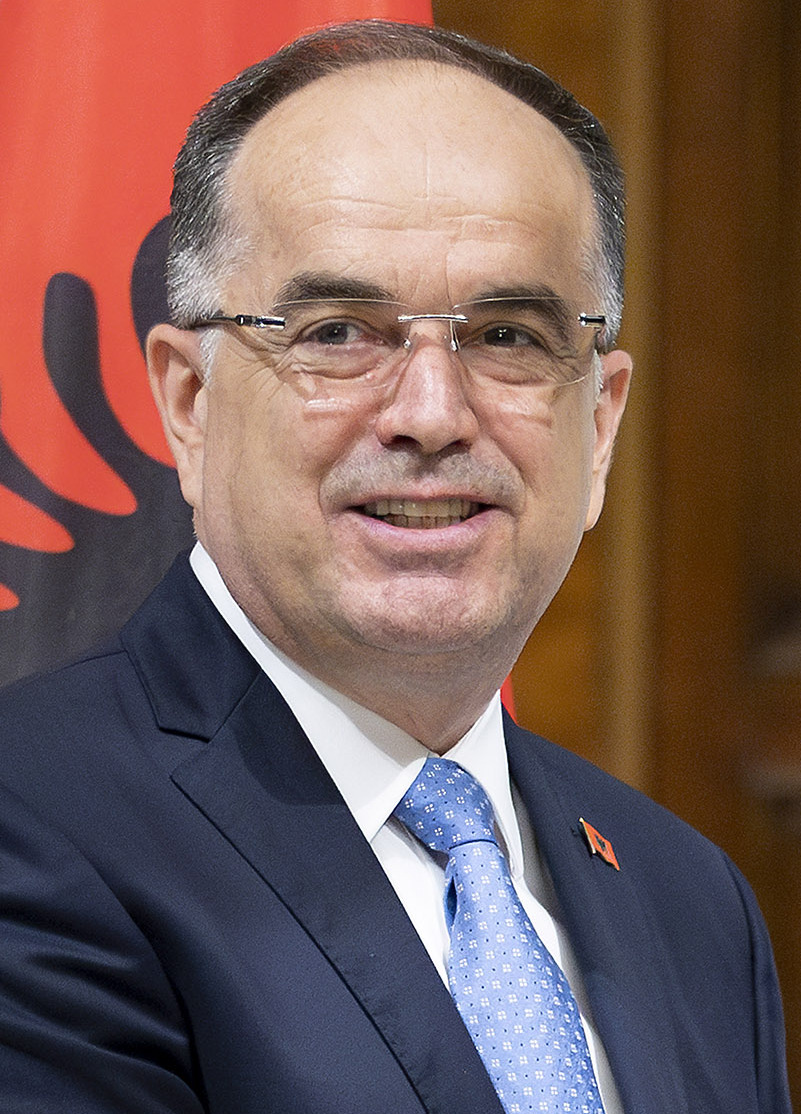
Bajram Begaj

Malgré d'intenses tractations entre le Parti socialiste au pouvoir et l'opposition menée par le Parti démocrate, l'assemblée échoue à s'entendre sur un candidat. La date limite de dépôt de candidature pour le premier tour du 16 mai, fixée au 15 à 16h, est ainsi atteinte sans qu'une candidature ne soit déposée, les partis choisissant comme en 2017 de ne dévoiler leur candidats qu'au tours suivants,.
Le vote est par ailleurs compliqué par la tenue au sein du Parti démocrate de plusieurs votes internes provoqué le 30 avril par l'ancien Premier ministre Sali Berisha, qui mène au renvoi de l'ensemble de la direction du parti. L'élection des nouveaux dirigeants du parti dont son président, Enkelejd Alibeaj, n'intervient ainsi que le 21 mai suivant, entre le premier et le deuxième tour de la présidentielle.
Entretemps, le 20 mai, les deux principaux partis concluent un accord laissant le PSSh proposer seul un candidat aux deuxième et troisième tour — soumis au libre vote des députés —, le PDSh devant faire de même pour le quatrième tour en cas d'échec des précédents. Le second tour organisé le 23 mai échoue cependant à nouveau en l'absence de candidatures, de même que le troisième organisé le 30 mai,.
Le Parti socialiste annonce dès la fin du troisième tour qu'il procédera à l'élection du candidat de son choix au suivant, le parti disposant avec 74 députés de la majorité absolue des parlementaires requise au quatrième tour, soit 71 voix. La candidature du Major général Bajram Begaj est finalement rendue publique le 3 juin,. Premier médecin de l'armée à atteindre ce grade, Begaj est à la tête des Forces armées albanaises depuis 2020,. La constitution interdisant aux membres de l'armée de concourir à une élection, il présente auparavant sa démission, et est relevé de ses fonctions par le président Ilir Meta.
Juste avant la tenue du quatrième tour le lendemain 4 juin, Enkelejd Alibeaj annonce son boycott par le Parti démocrate, accusant les socialistes d'être revenu sur leur promesse de recherche d'un candidat de consensus.

## Résultats
|                          | Bajram Begaj             | Indépendant              | Pas de candidats | Pas de candidats | Pas de candidats | Pas de candidats | Pas de candidats | Pas de candidats | 78      | 95,12   |  |  |
|                          | Contre                   | Contre                   | Pas de candidats | Pas de candidats | Pas de candidats | Pas de candidats | Pas de candidats | Pas de candidats | 4       | 4,88    |  |  |
|                          |                          |                          |                  |                  |                  |                  |                  |                  |         |         |  |  |
| Majorité requise         | Majorité requise         | Majorité requise         | 84 voix          | 84 voix          | 84 voix          | 84 voix          | 84 voix          | 84 voix          | 71 voix | 71 voix |  |  |
|                          |                          |                          |                  |                  |                  |                  |                  |                  |         |         |  |  |
| Votes valides            | Votes valides            | Votes valides            |                  |                  |                  |                  |                  |                  | 82      | 98,80   |  |  |
| Votes blancs et nuls     | Votes blancs et nuls     | Votes blancs et nuls     | 1                | 1,20             |                  |                  |                  |                  |         |         |  |  |
| Total                    | Total                    | Total                    | 83               | 100,00           |                  |                  |                  |                  |         |         |  |  |
| Abstention               | Abstention               | Abstention               | 57               | 40,71            |                  |                  |                  |                  |         |         |  |  |
| Inscrits / participation | Inscrits / participation | Inscrits / participation | 140              | 59,29            |                  |                  |                  |                  |         |         |  |  |

## Conséquences
Bajram Begaj est élu sans surprise au quatrième tour en l'absence d'opposants. Il  devient ainsi le cinquième chef d'État albanais issu de l'armée après Ahmet Zogu, Ramiz Alia, Alfred Moisiu et Bujar Nishani. La passation de pouvoir doit avoir lieu le 24 juillet 2022.